# Macropygia phasianella
Macropygia phasianella là một loài chim trong họ Columbidae.